# Артема, 60
47°59′46″ пн. ш. 37°48′15″ сх. д. / 47.996° пн. ш. 37.8043° сх. д.

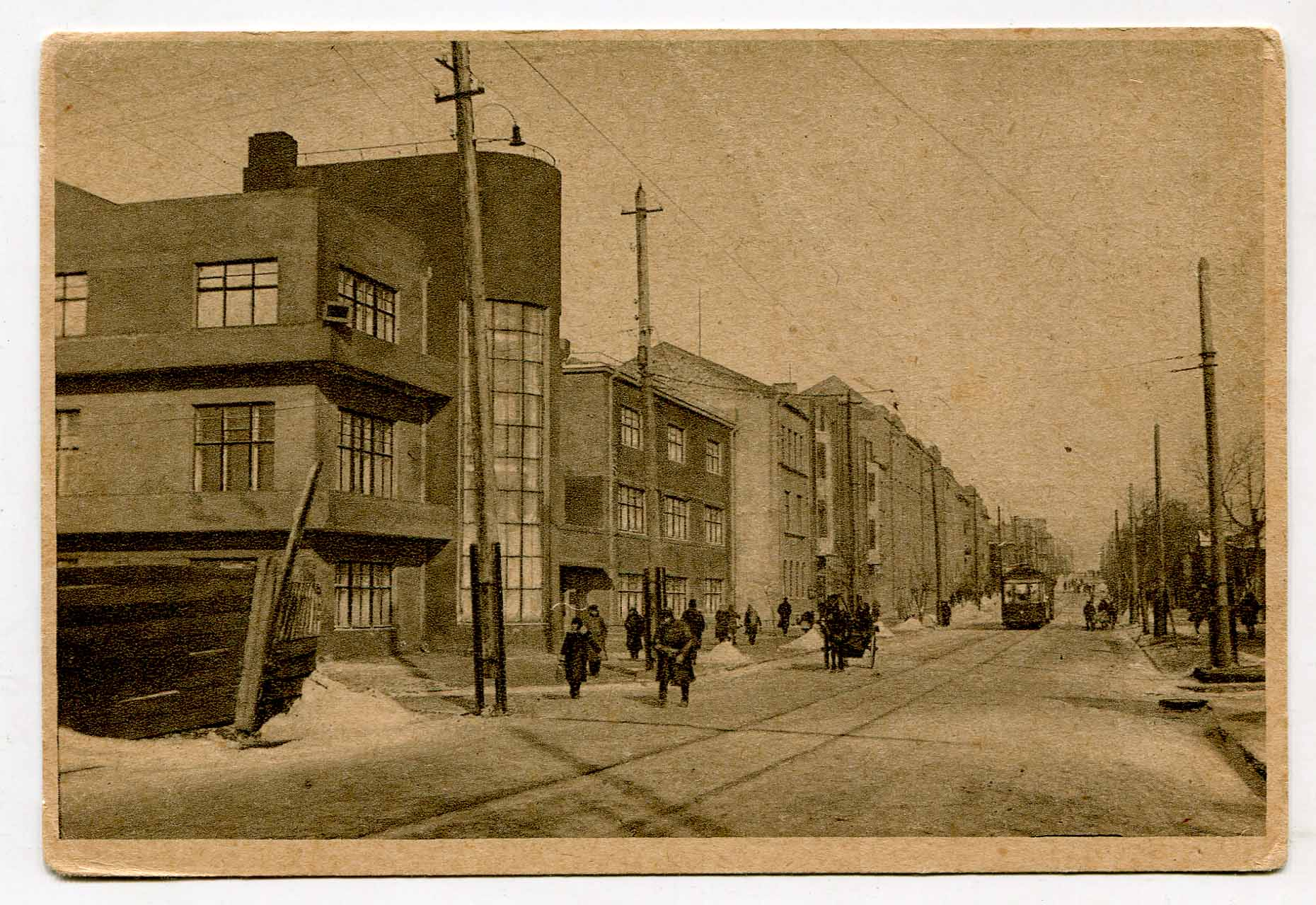
Автентичний вид будівлі

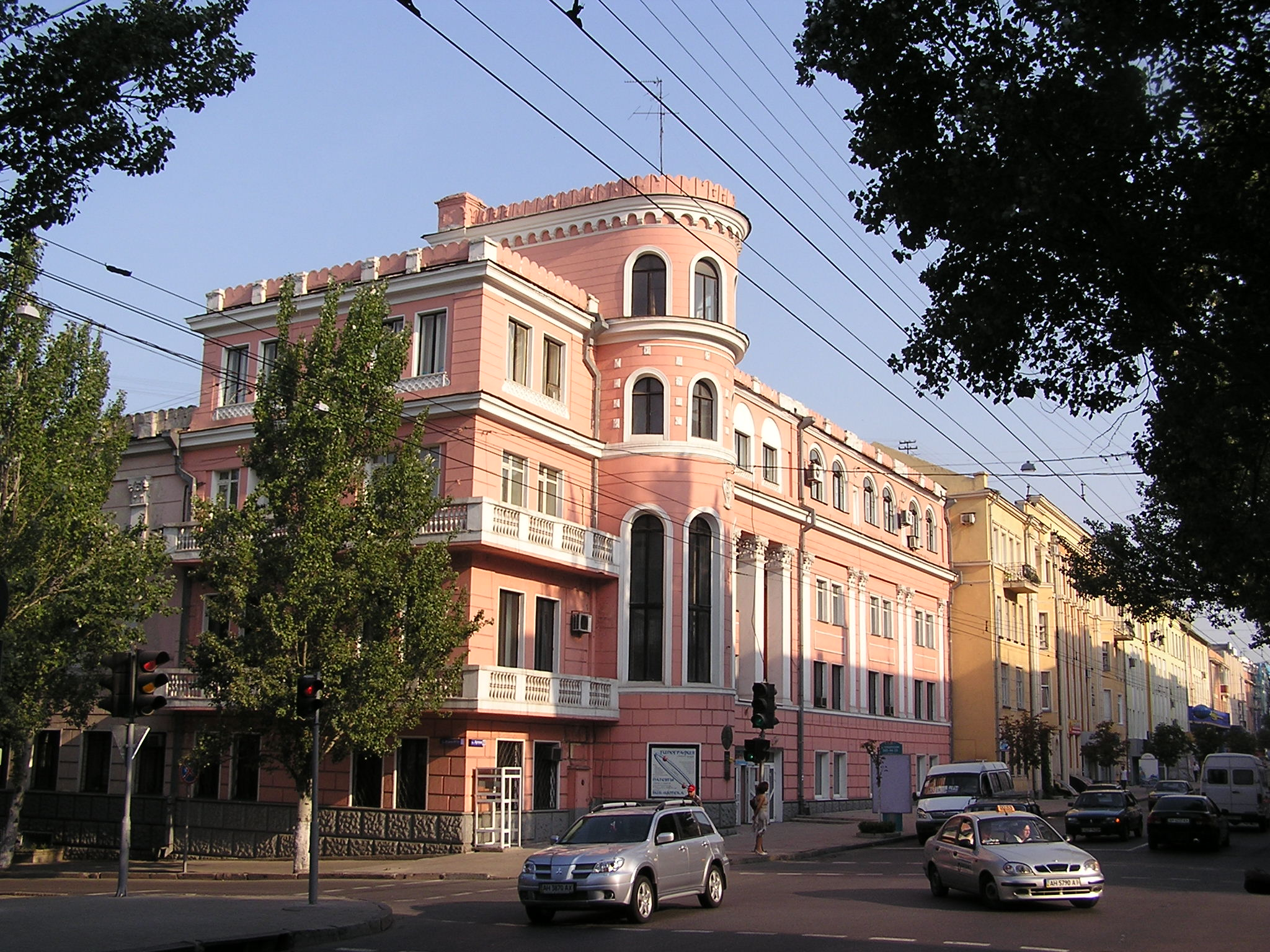
Фасад будівлі

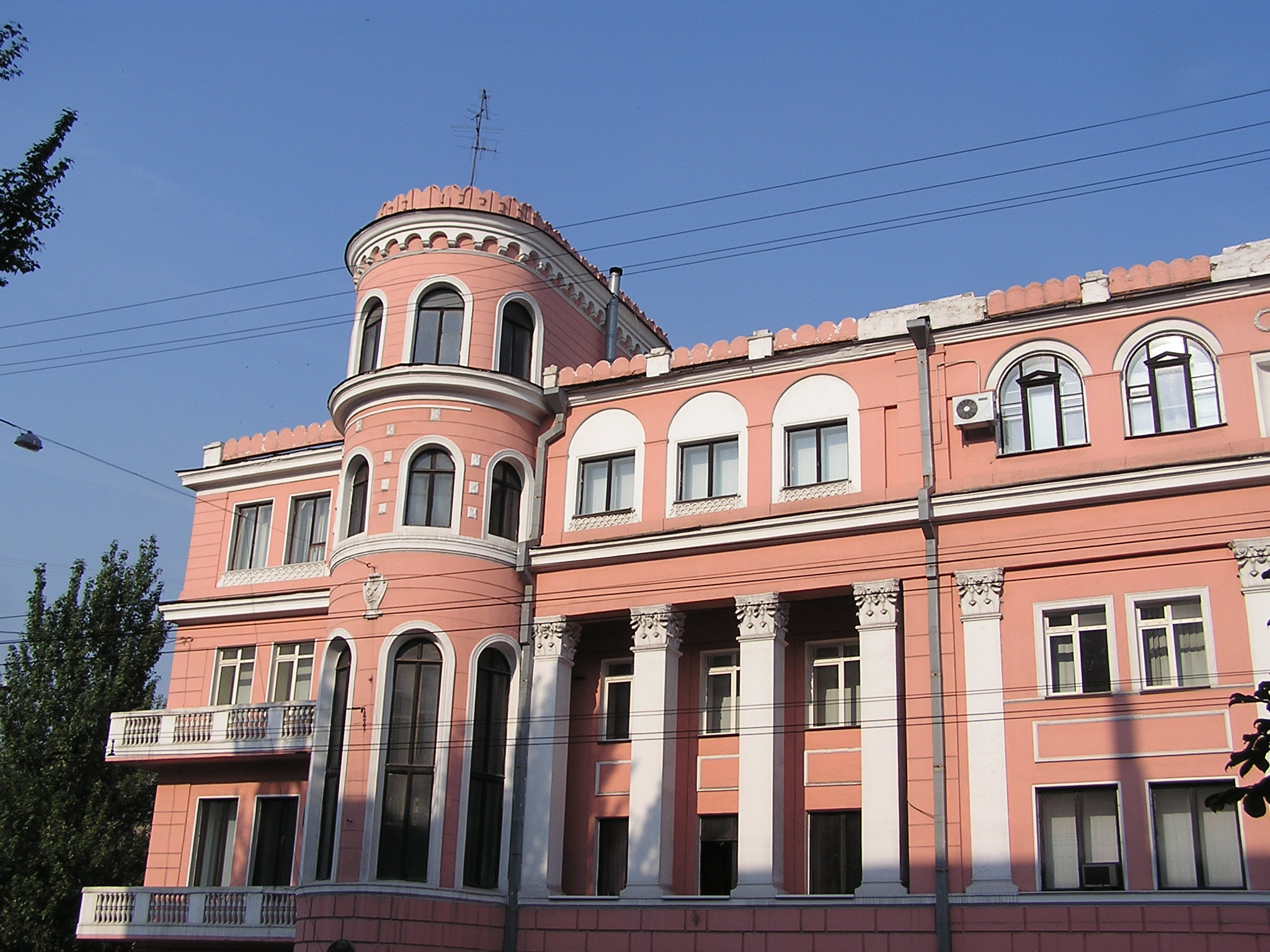
Фасад будівлі

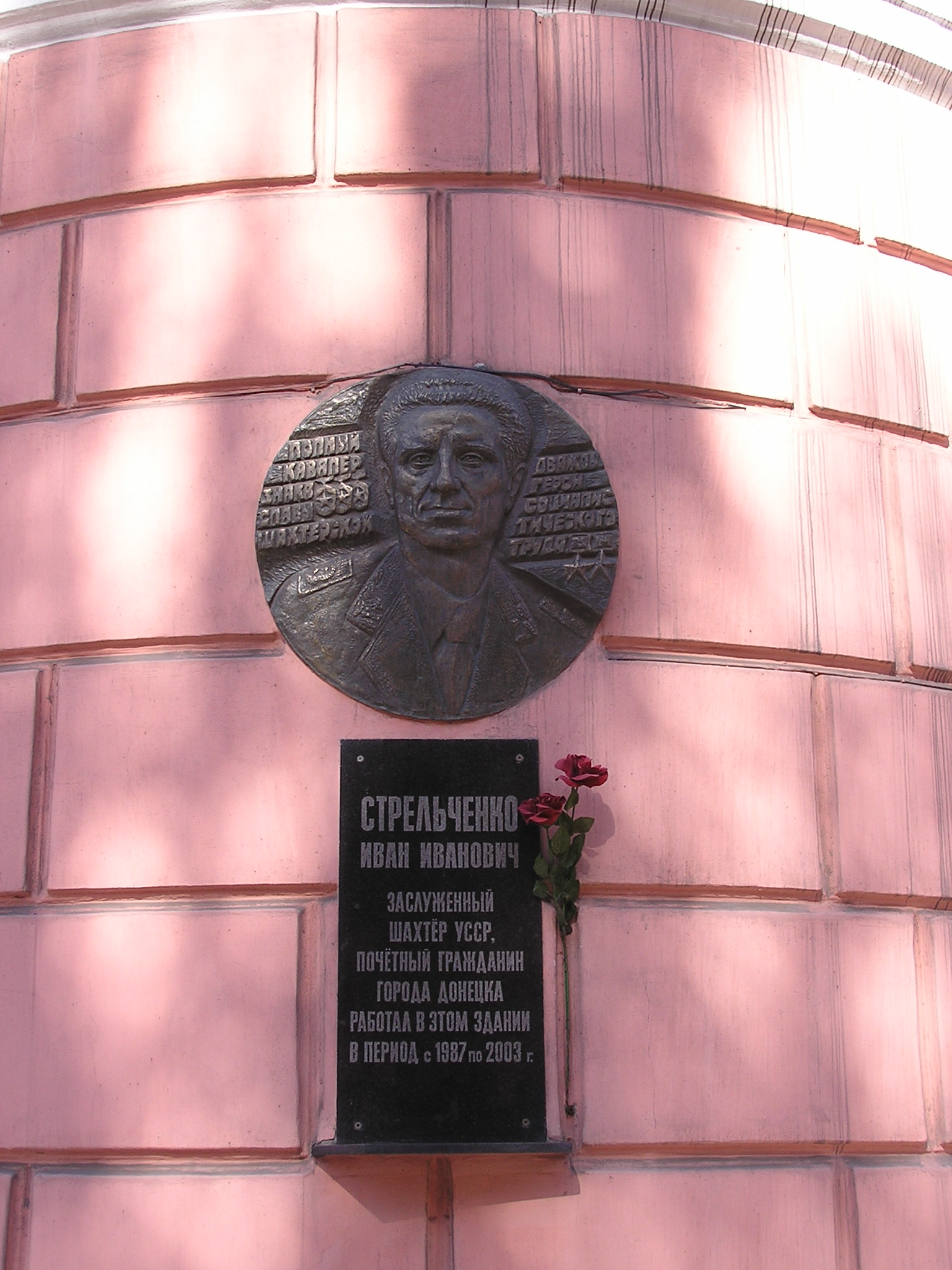
Меморіальна табличка Стрельченку

Адміністративна будівля по Артема 60  — чотириповерховий будинок у стилі конструктивізму, побудована 1928 року в Ворошиловському районі Донецька, пам'ятка історії та культури. У будівлі у різний час розміщувалися клуб будівельників (1928), Палац піонерів (1936 — 1941), Будинок техніки вугільників (1950-е), центральне бюро науково-технічної інформації (останнім часом). 
На фасаді, зверненому до вулиці Артема є напівкруглий виступ, високі стрільчасті вікна та білі колони.  
Вертикальний динамічний обсяг еркера та активно виявлений поповерхово-пошарово розділений загальний обсяг будівлі знаходяться в контрастному активному тектонічному протиставленні-взаємопроникненні та складають основу об'ємно-просторову композицію будівлі. На фасаді розташовується картуш з барельєфним зображенням шахтарської обушка та відбійного молотка, які перехрущуються. 
Цоколь будівлі виконаний у вигляді кам'яних квадрів з брутальною фактурою. Колір цих квадратів, характерний для вугільних порід, контрастує з основними площинами фасаду, виконаними в енергетичному рожевому колірному рішенні. 
Уздовж південного фасаду світлові приямки відсувають межу поверхні землі від стіни та цоколя, чим створюється композиційний ефект взаємного переходу підземної та надземної цокольної частин будівлі. Також за рахунок активного пониження рівня землі вздовж фасаду південна цокольна частина, яка немов би «виростає» із землі.. 

## Клуб будівельників
Будівля побудована за проектом архітектора Г. А. Яновицького для клубу будівельників імені Шевченка (клубу ІТП). Проект було виконано в простих обсягах, з підкресленою відсутністю декоративних елементів. У будівлі на той момент було три поверхи. 

## Палац піонерів
1936 року будівля була перебудована за проектом Н. І. Порхунова під Палац піонерів. На фасадах з'явилися декоративні елементи, була пом'якшена незграбність. На фасадах будівлі були встановлені скульптури піонерів з горнами, виконані з гіпсу. У будівлі був зроблений ліфт. Був проведений телефон. 
У Палаці піонерів була розміщена кінцева станція Дитячої залізниці імені Кірова, яка знаходилась в центральному парку культури та відпочинку імені А. С. Щербакова. 
Відкриття Палацу піонерів відбулося 11 листопада 1936 року. Під час відкриття Палацу піонерів був організований салют та святкові гуляння на міських ставках. 
З 1936 по 1938 рік директором Палацу піонерів був М. І. Шкурко, з 1938 по 1941 рік директором Палацу піонерів був Н. Н. Гуменов. 
Це був найбільший в той час Палац піонерів в Радянському союзі. У ньому працювало 150  гуртків, які розміщувалися в 52 кімнатах. Найбільш розвинені були драматичний, літературний та хімічний гуртки. 
Літературним гуртком керував Віктор Сорокін, співробітник обласної газети. У ньому займалися Левітанський Юрій Давидович (надалі поет і перекладач), Віктор Васильович Шутов (надалі письменник), Леонід Ізраїльович Лиходеєв (надалі письменник та журналіст) . 
Біля входу у Палац піонерів дітей зустрічав кіт у чоботях. На третьому поверсі розташовувався зимовий сад. 
У роки Німецько-радянської війни будівля згоріла. 

## Будівля в післявоєнні роки
В 1947 — 1948 роках архітектор Л. Барабаш розробив спільний проект її відновлення, а архітектори Б. Дзюбановський, О. Мельникова та Георгій Іванович Навроцький розробили проекти інтер'єрів. Були додані четвертий поверх, декоративний парапет над будівлею та вежею сходової клітки, балюстрада на балконах. Форма вікон башти сходової клітки з прямокутних була змінена на арочну. 
В 1950-x роках в будівлі розташовувався Будинок техніки вугільників. 
Цікавою деталлю в інтер'єрах будівлі є Дзеркальний зал, у ньому капітальна стіна, що відокремлює зал від коридору, цілком прикрашена дзеркалами. 
1983 року рішенням обласної ради будівлю було зараховано до пам'яток історії та культури. 
Останнім часом у будівлі розташовується центральне бюро науково-технічної інформації Держвуглепрому. 

На будівлі є меморіальна дошка, яка встановлена на виступаючій частині еркера. На ній зображений рельєфний портрет Івана Івановича Стрельченка, який розсовує «пласти» рядків тексту: 
|  | Стрельченко Іван Іванович Заслужений шахтар УРСР, почесний громадянин Донецька працював в цій будівлі в період з 1987 по 2003 р. |

. 
 